# Svijest
Svijest je sposobnost razmišljanja i rasuđivanja o svijetu koji nas okružuje.

## Opis
Svijest je najmlađa (u filogenetskom smislu) i najsloženija ljudska psihička funkcija, koja se različito definira: svijest obuhvaća sve ono što postoji u danom trenutku u psihi čovjeka uz doživljavanje sebe i okoline kao i svjesnost i spoznaja postojanju vlastite svijesti (ja). Drugi definiraju svijest kao sveukupnost psihičkog doživljavanja.
Neurolozi razlikuju budnost kao kvantitativnu svijest, svijest u čistom obliku bez ikakva sadržaja, koja se može vidjeti kod novorođenčadi prvih dana po rođenju, i orijentaciju (prema sebi, drugima, u vremenu i prostoru). Budnost je regulirana složenim mehanizmima retikularne formacije moždanog stabla. Svijest omogućava funkcioniranje ostalih psihičkih funkcija, jer poremećaji svijesti neminovno dovode do oštećenja drugih psihičkih funkcija.
U praktičnom radu stanje svijesti se ispituje nazočnošću budnosti ili sna, kao normalno stanje svijesti, potom je li svijest normalno očuvana ili je ispitanik pospan (somnolentan), u stanju sopora ili u komi. Potom se utvrđuje je li ispitanik orijentiran prema sebi, drugim osobama, u vremenu i prostoru, nadalje doživljava li, i kako, sebe i okolinu i kakve su to promjene. I na kraju ispituju se ostale psihičke funkcije koje dovode do poremećaja stanja svijesti. Ovi poremećaji se bliže opisuju u dolje navedenim oblastima koje su posebno pobrojane.
Prilikom utvrđivanja svjesnosti o unutarnjim psihičkim doživljavanjima osoba daje jasne i logičke opise svoga unutarnjem psihičkog života, što npr. kod delirantnih stanja to nije slučaj, kada je opis nejasan, djelomičan, zbrkan.
Osoba može jasno da odrediti sebe sa svojim psihičkim i fizičkim karakteristikama točnim prepoznavanjem granica psihičkog doživljavanja, vlastitog tijela s jedne strane, i okoline koja ga okružuje s druge strane. Kada je osoba pod utjecajem određenih droga i toksina ta granica je nejasna, ona npr. doživljava odvajanje svojih dijelova tijela, ili pak da pojedini predmeti u okolini čine dio njenog tijela.
Također, osoba precizno razlikuje i pravilno svrstava osobe i predmete u svojoj okolini po njihovim karakteristikama. Ako je svijest poremećena, dolazi do pogrešnog svrstavanja i prepoznavanja osoba i predmeta u okolini, koji tada dobivaju drugačije osobine (iluzije), ili je pak nazočan utisak usporenog odnosno ubrzanog odvijanja događaja.

## Poremećaji svijesti
Poremećaji svijesti se mogu primijetiti promatrajući ostale psihičke funkcije, koje mogu neizravno da uvide na poremećaj svijesti, kada samim promatranjem funkcija svijesti nije moguće ili je vrlo teško otkriti neki od njenih poremećaja, kao što je slučaj kod nekih sumračnih stanja i fuga kod epileptičara. Tada je često uočljiv poremećaj pažnje, kada postoji nemogućnost održavanja, usmjeravanja i fokusiranja pažnje, što neminovno dovodi do toga da su stimulusi iz okoline nedovoljno jaki, nejasni, a njihova interpretacija je nepotpuna i pogrešna. U normalnim uvjetima to se javlja kod iscrpljenih i pospanih ispitanika, kod kojih pažnja nije nikad u potpunosti poremećena, a poslije adekvatnog odmora dolazi do potpunog oporavka psihičkih funkcija bez ikakvih posljedica. Kod organskih bolesti mozga oscilacije poremećaja pažnje su jače izražene, česte, s periodima normalnog funkcioniranja svijesti.
Pored oštećenja funkcija pažnje nazočno je oštećenje i funkcioniranje procesa upamćivanja, koji zahtijevaju očuvane funkcije pažnje, koncentracije, opažanja i sposobnosti shvaćanja opaženog. Zbog oštećenja upamćivanja za period oštećenja svijesti postoji djelomično ili potpuno oštećenje sjećanja (amnezije), čija težina oštećenja zavisi od mnogih faktora. U stanjima djelovanja jakog afekta (ljutnja, srdžba, bijes) dolazi do suženja svijesti i u normalnih osoba, koje traje kratko, obično nekoliko minuta, i za to vrijeme postoji nesjećanje za događaje koji su se dogodili.
Uopćeno govoreći svijest može biti poremećena sužavanjem obujma (polja) svijesti, kada je njena širina (prostranstvo) suženo, ili nejasnoćom sadržaja svijesti kada je ona pomućena, tj. gubitak bistrine i jasnoće svijesti. Kada je svijest sužena, a istovremeno je njen sadržaj nejasan, vidi se često kod delirija (alkoholni ili drugi organski uvjetovani). Ako je širina (obujam) svijesti očuvana, ali postoji nedovoljna jasnoća sadržaja svijesti, često pogrešna, javlja se kod shizofrenih bolesnika. Dakle, kod njih nema suženja svijesti, oštećen je njen sadržaj. Obrnuto, kod depresivnih stanja sadržaj svijesti je očuvan, jasan, ali je obujam svijesti sužen. Ista je situacija u stanju jakog afekta, npr. straha. Suženje polja svijesti je nazočno u i sumračnim stanjima.

## Podjela poremećaja svijesti
Uobičajena je podjela poremećaja svijesti na kvantitativne (kada je smanjeno reagiranje na podražaje iz vlastita tijela i iz okoline) i kvalitativne poremećaje svijesti (kada postoji suženje svijesti i nedovoljna jasnoća njena sadržaja).
Za razumijevanje psihijatrije navedeno razmatranje o svijesti je uobičajeno i dovoljno. Psiholozi, sociolozi, filozofi i drugi koji se neposredno bave ovim temama razmatraju podrobnije psihičke funkcije, skladno njihovim znanstvenim potrebama.

## Vanjske poveznice

### Sestrinski projekti
|  | Zajednički poslužitelj ima još gradiva o temi Svijest |